# Linghai
Linghai är en stad på häradsnivå som lyder under Jinzhous stad på prefekturnivå i Liaoning-provinsen i nordöstra Kina. Den ligger omkring 180 kilometer sydväst om provinshuvudstaden Shenyang.